# SH-SY5Y

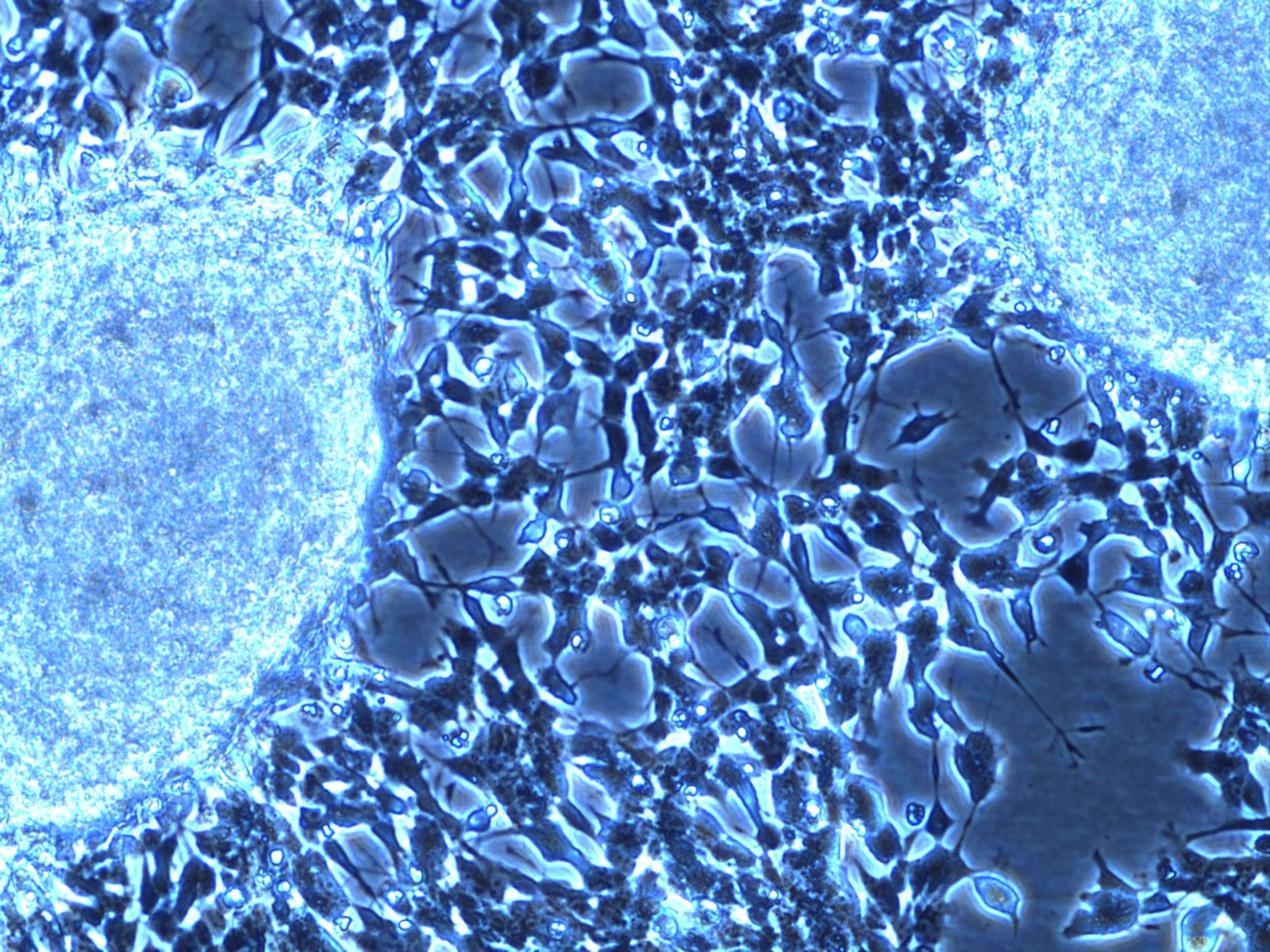
SH-SY5Y細胞可以形成未分化的細胞簇，然後將分化細胞傳播到周圍區域。 這種情況被稱為「過度容易形成」（over-easy formation）。

SH-SY5Y是一種常應用於科學研究的人類神經母細胞瘤細胞系，最初是從一名擁有成神經母細胞瘤的人類四歲女童的骨髓活檢組織中分離出來的，具有兩個X染色體且沒有Y染色體，因為該細胞系來自於一個人類女童。SH-SY5Y細胞具有腎上腺素能表型（adrenergic phenotype），但同時也表達着多巴胺能標記（dopaminergic markers）。目前已知SH-SY5Y細胞具有中等多巴胺β羥化酶活性，而膽鹼乙酰轉移酶、乙醯膽鹼酯酶及丁酰膽鹼酯酶水平則可以忽略不計，並且發現SH-SY5Y細胞具有基礎水平的去甲腎上腺素釋放和酪氨酸羥化酶活性。
SH-SY5Y細胞通常用作神經元功能和細胞分化的體外模型。目前已被用於研究神經科學的多個領域，包括帕金森氏症、阿茲海默症、神經毒性、局部缺血或肌萎縮性脊髓側索硬化症的研究等
，甚至可以用於研究腦細胞的其他特徵和神經發生
。
除此之外，SH-SY5Y細胞也常用於研究α-突觸核蛋白，因為未轉染的SH-SY5Y細胞中有自發的α-突觸核蛋白聚集現象，而且發現已分化和未分化的SH-SY5Y細胞均對細胞外α-突觸核蛋白誘導的毒性敏感，因此已用於研究α-突觸核蛋白降解的動力學和機理、α-突觸核蛋白聚集與細胞內鈣之間的聯繫，以及α-突觸核蛋白的其他病理變化，例如其羧基末端的裂解。 

## 歷史
SH-SY5Y細胞是從骨髓活檢衍生品系SK-N-SH細胞中克隆出來的，而克隆過程涉及選擇表達神經元樣特徵的單個細胞或細胞簇。 SK-N-SH細胞的成神經細胞樣亞克隆被命名為SH-SY細胞，後來被亞克隆為SH-SY5細胞，接着再進行第三次亞克隆以產生SH-SY5Y細胞，最早於1978年報導。 

## 形態學
SH-SY5Y細胞通常以兩種不同的方式在組織培養中生長。第一種方式是長成團塊的細胞漂浮在培養基中，而第二種方式是長成團塊的細胞粘在碟子上。SH-SY5Y細胞可以在體外自發地在兩種表型之間轉化，即成神經細胞樣細胞和上皮樣細胞，儘管目前尚不清楚該過程的機制。然而，鑑於其形態及擁有將細胞分化為神經元系的能力，該細胞系被認為是N型。這與同樣來自SK-N-SH細胞的S型亞克隆細胞系SH-EP細胞相反 。將具有類神經突的短刺狀細胞從這些粘附的團塊中移出，並且進行觀察後會發現SH-SY5Y細胞具有異常的1號染色體，當中有一個1q節的副本，而該副本被稱為1q染色體三倍體（trisomy 1q）。SH-SY5Y細胞既通過有絲分裂繁殖，又通過將神經突延伸到周圍區域而分化。細胞分裂時，聚集的細胞看上去與分化後的細胞有很大的不同，以至於剛入行的科學家經常將此現象視為細胞被污染。分裂中的SH-SY5Y細胞可以形成細胞簇，提醒它們的癌性，但是某些使用到視黃酸、腦源性神經營養因子或tPA的治療方法會令細胞樹突狀化及分化。此外，視黃酸誘導可以抑制細胞生長，並且增加SH-SY5Y細胞中去甲腎上腺素的產生 。

## 細胞培養
目前最常使用的培養方式是伊格爾最低限度必需培養基（DMEM）和Ham's F-12培養基的1：1比例混合物，以及10％補充性胎牛血清。DMEM通常包含1.5g/L 碳酸氫鈉、2.0 mM L-麩醯胺酸、1.0 mM丙酮酸鈉，以及0.1 mM非必需氨基酸。SH-SY5Y細胞必要在37℃、95％的空氣和5％的二氧化碳的環境下生長，並且被建議在燒瓶中培養SH-SY5Y細胞，而燒瓶已塗上有利於細胞粘附的塗層。這將有助於神經母細胞瘤的細胞分化和樹突化。這些細胞通常非常頑強，可以在最廣泛使用的培養基中生長。隨著細胞傳代次數的增加，神經元特徵會出現喪失，故而被建議不要在第20代後，使用或驗證去甲腎上腺素的攝取，或者神經元腫瘤標誌物等特定特徵。除此之外，為了獲得具有神經元表型的衍生細胞，已經有許多報道描述了多種的分化方案。早期對SH-SY5Y細胞的研究表明，利用星形孢菌素可使其分化為神經元表型，後來被表徵為兒茶酚胺樣。因此，應該仔細表徵不同濃度的星形孢菌素對SH-SY5Y細胞的作用，以正確解釋將星形孢菌素用作分化劑或凋亡誘導劑的研究。

## 外部連結
Cellosaurus entry for SH-SY5Y（页面存档备份，存于）